# Ла-Естрелья (Чилі)
Ла-Естрелья (ісп. La Estrella) — селище в Чилі. Адміністративний центр однойменної комуни. Населення — 1108 чоловік (2002). Селище і комуна входить до складу провінції Карденаль-Каро та регіону Лібертадор-Хенераль-Бернардо-О'Хіггінс.
Територія — 435 км². Чисельність населення — 3041 мешканців (2017). Щільність населення — 6,99 чол./км².

## Розташування
Селище розташоване за 86 км на захід від адміністративного центру області міста Ранкагуа та за 40 км на північний схід від адміністративного центру провінції міста Пічилему.
Комуна межує:
- на сході — з комуною Лас-Кабрас
- на південному сході — з комуною Пічидегуа
- на півдні — з комуною Марчіуе
- на північному заході — з комуною Літуече